# Fußball-Verbandspokal 1997/98
Über den Fußball-Verbandspokal 1997/98 wurden die Teilnehmer der 21 Landesverbände des DFB am DFB-Pokal 1998/99 ermittelt. Die Sieger der Verbandspokale waren zur Teilnahme an der ersten Runde des DFB-Pokals berechtigt. Der mitgliederstärkste Verband Bayern entsendete zusätzlich den unterlegenen Finalisten. Somit qualifizierten sich 22 Amateurvereine über die Verbandspokale für den nationalen Pokalwettbewerb.

## Endspielergebnisse
Die Tabelle gibt eine Übersicht über die Verbandspokal-Endspiele der Saison 1997/98. Die Abkürzungen hinter den Vereinsnamen stehen für die Spielklassenzugehörigkeit der gleichen Saison: RL = Regionalliga, OL = Oberliga, VL = Verbandsliga, LL = Landesliga.
| Verbandspokal-Endspiele (Saison 1997/98) |                              |                                     |                                   |                      |
| Verband | Pokal                        | Sieger                              | Finalist                          | Ergebnis             |
| Baden | BFV-Hoepfner-Cup             | SV Waldhof Mannheim (RL)            | SV Spielberg (VL)                 | 3:2                  |
| Bayern 1 | BFV-Pokal                    | SV Schalding-Heining (LL)           | SG Post/Süd Regensburg (OL)       | 1:1 n. V.; 6:4 i. E. |
| Berlin | Paul-Rusch-Pokal             | Tennis Borussia Berlin (RL)         | VfB Lichterfelde 2 (OL)           | 2:0                  |
| Brandenburg | FVB-Pokal                    | FC Energie Cottbus (Amateure) (VL)  | Eisenhüttenstädter FC Stahl (RL)  | 2:1                  |
| Bremen | Roland-Pokal                 | SV Werder Bremen (Amateure) (RL)    | Bremer TS Neustadt (VL)           | 2:0                  |
| Hamburg | Toto-Pokal                   | FC St. Pauli (Amateure) (OL)        | SC Vorwärts-Wacker 04 (OL)        | 4:0                  |
| Hessen | HFV-Pokal                    | SG 01 Hoechst (OL)                  | SC Neukirchen (OL)                | 1:1 n. V.; 3:0 i. E. |
| Mecklenburg-Vorpommern | Mecklenburg-Vorpommern-Pokal | FC Hansa Rostock (Amateure) (RL)    | FC Neubrandenburg (VL)            | 2:1                  |
| Mittelrhein | FVM-Pokal                    | Bayer 04 Leverkusen (Amateure) (OL) | Rhenania Würselen (VL)            | 2:1                  |
| Niederrhein | ARAG-Cup                     | Rot-Weiß Oberhausen (RL)            | SV Straelen (OL)                  | 2:0 n. V.            |
| Niedersachsen | NFV-Pokal                    | Hannover 96 (RL)                    | VfL Osnabrück 3 (RL)              | 3:3 n. V.; 4:2 i. E. |
| Rheinland | Rheinlandpokal               | Eisbachtaler Sportfreunde (OL)      | SV Prüm (OL)                      | 2:0                  |
| Saarland | Saarlandpokal                | 1. FC Saarbrücken (RL)              | FC 08 Homburg (RL)                | 3:0                  |
| Sachsen | Sachsenpokal                 | Chemnitzer FC (RL)                  | FC Erzgebirge Aue (OL)            | 1:1 n. V., 4:3 i. E. |
| Sachsen-Anhalt | Sachsen-Anhalt-Pokal         | 1. FC Magdeburg (RL)                | FSV Lok Altmark Stendal (RL)      | 4:1                  |
| Schleswig-Holstein | SHFV-Pokal                   | VfB Lübeck (RL)                     | Holstein Kiel (OL)                | 1:0                  |
| Südbaden | SBFV-Pokal                   | FC Denzlingen (VL)                  | FC Emmendingen (VL)               | 2:1                  |
| Südwest | Südwestpokal                 | SC 07 Idar-Oberstein (OL)           | Südwest Ludwigshafen (VL)         | 6:0                  |
| Thüringen | TFV-Pokal                    | FC Rot-Weiß Erfurt (RL)             | FSV Wacker 90 Nordhausen (RL)     | 4:1                  |
| Westfalen | Stifts-Pils-Pokal            | LR Ahlen (RL)                       | Preußen Münster (RL)              | 2:1                  |
| Württemberg | WFV-Pokal                    | Sportfreunde Dorfmerkingen (VL)     | SSV Ulm 1846 (2. Mannschaft) (LL) | 1:0                  |
| 1 Aus dem Landesverband mit den meisten Herrenmannschaften im Spielbetrieb (Bayern) nahm zusätzlich der unterlegene Pokalfinalist teil. 2 Da Tennis Borussia Berlin als Aufsteiger in die 2. Bundesliga bereits für den DFB-Pokal qualifiziert war, nahm auch der unterlegene Finalist VfB Lichterfelde am DFB-Pokal teil. 3 Da Hannover 96 als Aufsteiger in die 2. Bundesliga bereits für den DFB-Pokal qualifiziert war, nahm auch der unterlegene Finalist VfL Osnabrück am DFB-Pokal teil. |                              |                                     |                                   |                      |

## Quelle
- Deutscher Sportclub für Fußball-Statistiken (Hrsg.): Die Regionalligen 1997/98, Oldenburg, 1998, S. 231ff.